# Hanna Prakatsen

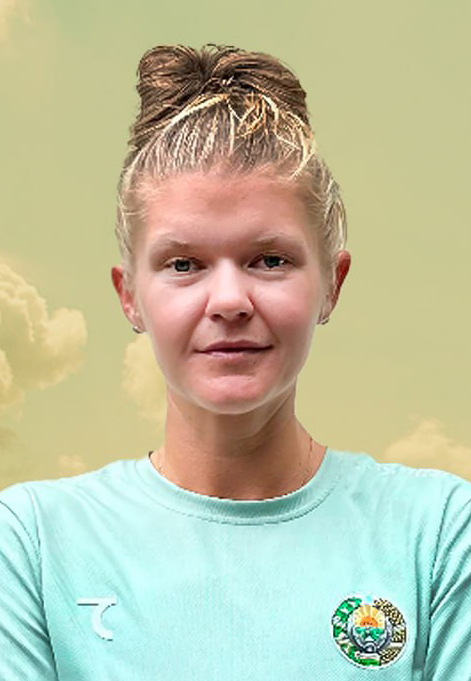
Hanna Prakatsen, 2024

Hanna Prakatsen oder Anna Witaljewna Prakaten (russisch Анна Витальевна Пракатень; * 6. September 1992 in Minsk) ist eine belarussische Ruderin, die seit 2019 für Russland antrat und aktuell für Usbekistan antritt. Sie war 2021 Olympiazweite und Europameisterin im Einer.

## Sportliche Karriere
Hanna Prakatsen gewann 2010 mit dem belarussischen Doppelvierer die Bronzemedaille bei den Junioren-Weltmeisterschaften. 2011 wurde sie bei den U23-Weltmeisterschaften Sechste im Vierer ohne Steuerfrau, 2012, 2013 und 2014 jeweils Fünfte im Achter. 2014 trat sie auch bei den Meisterschaften in der Erwachsenenklasse an und wurde mit dem Achter Siebte bei den Europameisterschaften und Elfte bei den Weltmeisterschaften. Bei den Europameisterschaften folgte 2015 ein sechster und 2016 ein achter Platz mit dem belarussischen Achter.
Nach drei Jahren Pause bei internationalen Wettkämpfen trat sie 2019 für Russland an. Bei den Weltmeisterschaften 2019 erreichte sie mit dem russischen Doppelvierer den neunten Platz. 2020 folgte der achte Platz bei den Europameisterschaften. 2021 gewann sie den Titel im Einer bei den Europameisterschaften in Varese vor der Britin Victoria Thornley und der Schweizerin Jeannine Gmelin. Bei den Olympischen Spielen in Tokio erreichten diese drei Ruderinnen auch das A-Finale. Hinzu kamen Magdalena Lobnig aus Österreich, Emma Twigg aus Neuseeland und Jiang Yan aus China, wobei Prakatsen und Twigg in Vorlauf, Zwischenlauf und Halbfinale jeweils gesiegt hatten. Im Finale siegte Twigg mit über drei Sekunden Vorsprung vor Prakatsen, die ihrerseits über zwei Sekunden Vorsprung auf Lobnig hatte. Hinter Lobnig folgten die anderen Ruderinnen innerhalb von anderthalb Sekunden. Bei den 2023 ausgetragenen Asienspielen 2022 in Hangzhou gewann Prakatsen im Einer die Goldmedaille. 2024 wurde Prakatsen im Einer Elfte bei den Olympischen Spielen in Paris.